# Moonsorrow
Moonsorrow jest fińskim zespołem folk metalowym, pochodzącym z Helsinek, założonym w 1995 roku.
Utwory zespołu charakteryzują się długim czasem trwania i podniosłymi tekstami. Ich twórczość często bywa określana jako viking metal, zespół unika jednak tego określenia, ponieważ teksty nie dotyczą bezpośrednio wikingów, ale fińsko-skandynawskich tradycji, legend oraz
poezji. Są pisane w języku fińskim. Przykładem jest album "Voimasta Ja Kunniasta", odnoszący się
do Hávamál (pol. Pieśni Najwyższego) czyli sentencji wypowiadanych przez Odyna.

## Historia
Moonsorrow został założony w 1995 roku, przez kuzynów Henri i Ville Sorvali w ich rodzinnym mieście, Helsinkach. Idea, aby tworzyć epic metal w narodowym klimacie towarzyszyła grupie od początku.
Bez względu na to, jak muzyka ewoluuje na przestrzeni lat, te wytyczne pozostają dla grupy niezmienne.
W latach 1996–1998, Moonsorrow nagrał cztery dema: "Metsä" wydany w 1997 i "Tämä ikuinen talvi" (Nieprzemijająca Zima) w 1998 oraz pozostałe dwa, które zostały zniszczone lub zagubione, nie wychodząc nigdy na światło dzienne. Aż do momentu przyłączenia się Marko Tarvonena, zespół korzystał z automatycznej perkusji.
2000 rok zaowocował nagraniem "Suden Uni" (Wilczy Sen) (wyd. 2001), stworzonym w Tico Tico Studios, który był dla zespołu w owym czasie "drugim domem". Płyta łączyła elementy fińskiego pogaństwa z elementami folku.
Po "Suden Uni" do Moonsorrow dołączyli Mitja Harvilahti i Markus Eurén. Jeszcze w tym samym roku, 2001, została wydana druga płyta studyjna "Voimasta Ja Kunniasta" (Honor i Chwała). Po raz pierwszy zespół zdecydował się nagrać osobne intro otwierające płytę.
Trzecia płyta, zatytułowana "Kivenkantaja", ukazała się 10 maja 2003 roku i stylistycznie przypomina wcześniejsze wydawnictwa. W 2005 roku została wydana "Verisäkeet" (Krwawe Wersety). Do jej nagrania zostały użyte archaiczne instrumenty, takie jak kantele i jouhikko obok tradycyjnych, obecnych w poprzednich płytach. "Verisäkeet" jest nieco surowsza i zaczyna niejako nową erę Moonsorrow. Na płycie znajduje się bardzo ceniony, podniosły utwór "Jotunheim". Dwa lata później, w 2007, ukazuje się wyczekiwana "Viides Luku – Hävitetty ", kontynuująca surowy styl poprzedniczki i zawierająca jedynie 2 długie utwory.
W 2008 r. ukazała się EP "Tulimyrsky", gdzie grupa łagodzi nieco swoje brzmienie. Tytułowy Tulimyrsky, idąc śladem "V-Hävitetty", trwa około pół godziny.
Jesienią 2010 r. grupa rozpoczęła studyjne nagrania kolejnej, szóstej już płyty, pod tytułem "Varjoina kuljemme kuolleiden maassa", która została wydana w lutym 2011 roku.

## Muzycy
Obecny skład zespołu
- Henri Urponpoika Sorvali – akordeon, gitara, keyboard, wokal (od 1995)
- Ville Seponpoika Sorvali – perkusja, keyboard (1995–1996), wokal wspierający (1996), wokal (od 1997), gitara basowa (od 1998)
- Marko "Baron" Tarvonen – perkusja, gitara, wokal wspierający (od 1999)
- Mitja Harvilahti – gitara, wokal wspierający (od 2001)
- Markus Eurén - keyboard, wokal wspierający (od 2001)

oraz
- Janne Perttilä – gitara, wokal wspierający (od 2007)

## Dyskografia
| 2001                           | Suden Uni - Data: 2001 - Wydawca: Plasmatica Records                                    | –  | –  | –  |
| 2001                           | Voimasta Ja Kunniasta - Data: 26 listopada 2001 - Wydawca: Spinefarm Records            | –  | –  | –  |
| 2003                           | Kivenkantaja - Data: 10 marca 2003 - Wydawca: Spinefarm Records                         | 16 | –  | –  |
| 2005                           | Verisäkeet - Data: 23 lutego 2005 - Wydawca: Spinefarm Records                          | 18 | –  | –  |
| 2007                           | Viides Luku – Hävitetty - Data: 15 stycznia 2007 - Wydawca: Spinefarm Records           | 16 | –  | –  |
| 2011                           | Varjoina kuljemme kuolleiden maassa - Data: 21 lutego 2011 - Wydawca: Spinefarm Records | 7  | –  | –  |
| 2016                           | Jumalten aika - Data: 1 kwietnia 2016 - Wydawca: Century Media Records                  | 1  | 32 | 44 |
| "—" pozycja nie była notowana. |                                                                                         |    |    |    |

| Rok  | Tytuł                                                                | Pozycja na liście |
| Rok  | Tytuł                                                                | FIN               |
| ---- | -------------------------------------------------------------------- | ----------------- |
| 2008 | Tulimyrsky (EP) - Data: 30 kwietnia 2008 - Wydawca Spinefarm Records | 2                 |

| Rok  | Tytuł                                                                   |
| ---- | ----------------------------------------------------------------------- |
| 1996 | Thorns of Ice (Demo) - Data: 1996 - Wydawca: brak (wydanie własne)      |
| 1997 | Metsä (Demo) - Data: maj 1997 - Wydawca: Meat Hook Productions          |
| 1997 | Promo (Demo) - Data: czerwiec 1997 - Wydawca: brak (wydanie własne)     |
| 1999 | Tämä Ikuinen Talvi (Demo) - Data: 1999 - Wydawca: Meat Hook Productions |